# 물리정보 신경망
물리정보 신경망(physics-informed neural networks, PINN)은 편미분 방정식을 푸는 인공 신경망중 한 가지 유형이다. 학습 과정에서 주어진 데이터 세트를 지배하는 모든 물리적 법칙에 대한 지식을 내장할 수 있고 편미분 방정식(PDE)으로 설명할 수 있는 일종의 범용 함수 근사법이다. 대부분의 최첨단 기계 학습 기술의 견고성이 부족하여 이러한 시나리오에서 효과가 없게 만드는 일부 생물학적 및 공학 시스템의 낮은 데이터 가용성을 극복한다. 일반 물리 법칙에 대한 사전 지식은 신경망(NN) 훈련에서 허용 가능한 해의 공간을 제한하는 정규화 에이전트로 작용하여 함수 근사의 정확성을 높인다. 이러한 방식으로 이러한 사전 정보를 신경망에 삽입하면 사용 가능한 데이터의 정보 내용이 향상되고, 학습 알고리즘이 올바른 솔루션을 포착하고 적은 양의 훈련 예제로도 잘 일반화될 수 있다.

## 같이 보기
- 신경 연산자
- 푸리에 신경 연산자